# هارييت كامبل فوس
هارييت كامبل فوس (بالإنجليزية: Harriet Campbell Foss)‏ هي رسامة أمريكية، ولدت في 1860 في ميدلتون في الولايات المتحدة، وتوفيت في 1938 في دارين في الولايات المتحدة.